# Macinley Butson
Macinley Butson (Wollongong, Nova Gal·les del Sud, Austràlia, c. 2001) és una inventora australiana. S'ha dedicat a inventar artefactes per fer la vida més fàcil a la gent.

## Trajectòria
Quan tenia sis anys va inventar unes ulleres tintades que es podien ajustar per adaptar a les diferents condicions de llum. Després ha fet altres invents com una xeringa amb una cullera per prendre la quantitat òptima de medicament, un dispositiu per mantenir allunyats els caragols de jardí de les plantes sense verí, un adhesiu de radiació ultraviolada que mesura l'exposició solar que cal per sanejar l'aigua potable, o una tecnologia per fer potable l'aigua bruta a través de l'energia solar.
Amb 16 anys i l'ajuda del seu pare, que treballa en el camp de la radioteràpia, va desenvolupar la tecnologia Smart Armor, que en pacients de càncer de mama protegeix la mama que no rep tractament de l'excés de radiació. Segons la seva defensa de la tecnologia, el seu objectiu és salvar vides.

## Reconeixements
- 2018. NSW Young Australian of the Year del 2018[1]
- 2019. Stockholm Junior Water Prize[1]
- 2019. InStyle Woman of Style[1]
- 2019. Next-Gen Award[1]
- 2019. Glass Ceiling Award 2019 Future Shaper[1]
- 2020. Forbes 30 Under 30 Asia- Healthcare and Science del 2020[1]
- 2020 Llista de les 100 Women BBC.[4]